# Mundia elpenor
Il rallo di Ascensione (Mundia elpenor Olson, 1973), unica specie del genere Mundia Bourne, Ashmole e Simmons, 2003, era un uccello della famiglia dei Rallidi originario dell'isola omonima.

## Distribuzione e habitat
Ascensione è un'isola sterile e desolata, che è stata scoperta dai portoghesi nel 1501. Sembra che non sia mai stata ricoperta da foreste; nel 1656 il viaggiatore Peter Mundy trovò solamente giunchi e piante erbacee, ma avvistò molte capre, che erano state probabilmente introdotte dai portoghesi che scoprirono l'isola. Nel 1754 sull'isola furono trovati anche moltissimi ratti; Osbeck ritenne che essi fossero giunti sull'isola aggrappati ai relitti della nave di William Dampier, la Roebuck, nel 1701, ma è probabile che fossero arrivati già in precedenza.

## Estinzione
La fauna e la flora di Ascensione sono molto povere, e sorprende che delle specie di uccelli terricoli siano riuscite a prosperare in un habitat simile, ma certamente l'isola ospitò in passato un rallo e una nitticora, entrambi endemici. Mundy giunse ad Ascensione il 7 giugno del 1656, e rilasciò l'unica descrizione giunta fino a noi del rallo di Ascensione:
Resti sufossili del rallo sono stati trovati nelle fumarole situate in una desolata distesa di lava solidificata, dove antichi camini vulcanici hanno creato una serie di caverne sotterranee. In queste caverne è stato trovato un gran numero di ossa, appartenenti perlopiù a uccelli marini, ma anche al rallo; probabilmente questi esemplari erano accidentalmente caduti qua dentro e non sono più stati in grado di risalire fuori.
Il rallo di Ascensione era un Rallide di medie dimensioni, incapace di volare. Non sappiamo praticamente nulla della sua ecologia. Olson ha ipotizzato che fosse un animale necrofago che si aggirava nelle colonie degli uccelli marini nutrendosi delle loro uova e del cibo che i genitori lasciavano lì per i piccoli, e che potrebbe aver nidificato nelle piccole crepe sulle distese di lava solidificata, in modo simile a come fanno oggi i chioni (Chionis sp.). Il motivo della sua scomparsa non è noto, ma è probabile che sia dovuta all'introduzione dei ratti. I gatti giunsero sull'isola nel 1815; nel 1823 erano già divenuti così numerosi da aver potuto virtualmente sterminare qualsiasi forma di uccello presente sull'isola. Tuttavia, è probabile che all'epoca del loro arrivo il rallo fosse già scomparso da tempo.